# João (rebelde)
João (em grego: Ἱωάννης; romaniz.: Io̱ánnes; em latim: Ioannes), referido como João, o Tirano e Estútias, o Jovem (em latim: Stutias Iunior) foi um oficial bizantino do século VI ativo na prefeitura pretoriana da África durante o reinado do imperador Justiniano (r. 527–565). 

## Vida

### Nome e origem
João deriva do latim Ioannes, que por sua vez decorre do hebraico Johannan, "Deus favoreceu". Também é referido nas fontes como Estútias, o Jovem em referência a seu antecessor Estútias. Dado o seu nome João, provavelmente, como Estútias, de ascendência bizantina e apenas comandou brevemente o seu exército contra o Império Bizantino.

### Carreira

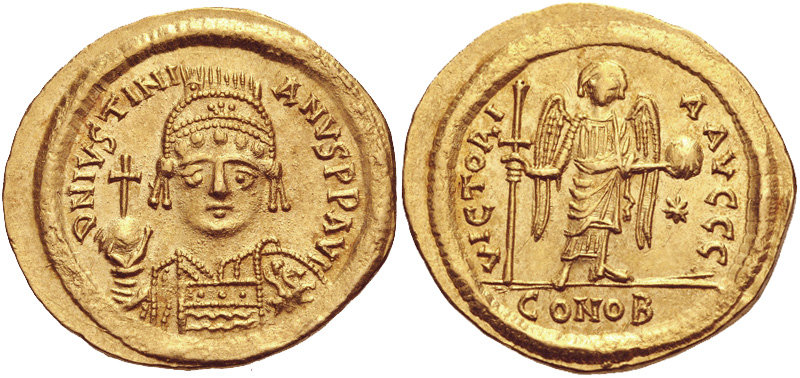
Soldo de Justiniano r.

João aparece pela primeira vez no outono de 545, após a morte do rebelde Estútias, quando foi nomeado pelas tropas bizantino-berberes em revolta como seu novo líder. Por esta época, controlou um contingente de mil soldados, formado por 500 bizantinos, 80 hunos e 420 vândalos. Segundo Conde Marcelino, no fim de 545, encorajou Guntárico a revoltar-se contra o governador Areobindo. Acompanhou, ao lado de seus homens, o governante mouro Antalas em sua marcha em direção a Cartago e quando a cidade foi conquistada por Guntárico em março de 546, cooperou com o assassinato de Areobindo. Em seguida, com o retorno de Antalas à lealdade imperial, João apressou-se para juntar-se a Guntárico em Cartago.
Em Cartago, recebeu ordens de acompanhar Artabanes, Uliteu e o líder mouro Cusina na perseguição de Antalas em Bizacena. Durante a missão, contudo, permaneceria estacionado com Uliteu e parte do exército no acampamento deles perto de Hadrumeto, enquanto Artabanes e Cusina deram continuidade à perseguição. De volta à capital provincial, alegadamente estava na casa de Pasífilo na noite do assassinato de Guntárico e quanto tomou conhecimento do ocorrido, reuniu-se com alguns vândalos e procurou refúgio numa igreja próximo. Procópio e Conde Marcelino afirmam que ele apenas aceitou deixar o templo quando recebeu garantias de salvo-conduto de Artabanes. Apesar disso, foi preso, amarrado em correntes e enviado à capital imperial de Constantinopla, onde seria morto por crucificação. Sugere-se que sua execução tenha ocorrido na primavera de 546, não muito tempo depois da execução de Guntárico.